# カステッルッチョ・インフェリオーレ
カステッルッチョ・インフェリオーレ（イタリア語: Castelluccio Inferiore）は、イタリア共和国バジリカータ州ポテンツァ県にある、人口約2,100人の基礎自治体（コムーネ）。

## 地理

### 位置・広がり

#### 隣接コムーネ
隣接するコムーネは以下の通り。括弧内のCSはコゼンツァ県所属を示す。
- カステッルッチョ・スペリオーレ
- ラウリーア
- ライーノ・ボルゴ (CS)
- ラトローニコ
- ヴィッジャネッロ

## 行政

### 分離集落
カステッルッチョ・インフェリオーレには、以下の分離集落（フラツィオーネ）がある。
- Cerasia, Giuliantonio, Provenzano, Maccarrone